# Húsareyn
Húsareyn är en kulle i Färöarna (Kungariket Danmark).   Den ligger i sýslan Streymoyar sýsla, i den centrala delen av landet, 3 km nordväst om huvudstaden Tórshavn. Toppen på Húsareyn är 340 meter över havet. Húsareyn ligger på ön Streymoy.
Terrängen runt Húsareyn är huvudsakligen kuperad, men åt nordost är den platt. Havet är nära Húsareyn österut.  Närmaste större samhälle är Tórshavn, 3,1 km sydost om Húsareyn. Trakten runt Húsareyn består i huvudsak av gräsmarker.